# Stromae
Stromae (Etterbeek, 12 maart 1985), de artiestennaam van Paul Van Haver, is een Belgische singer-songwriter van hiphop en elektronische muziek. De naam Stromae is verlan voor maestro. Zijn liedjes zijn altijd Franstalig.

## Biografie

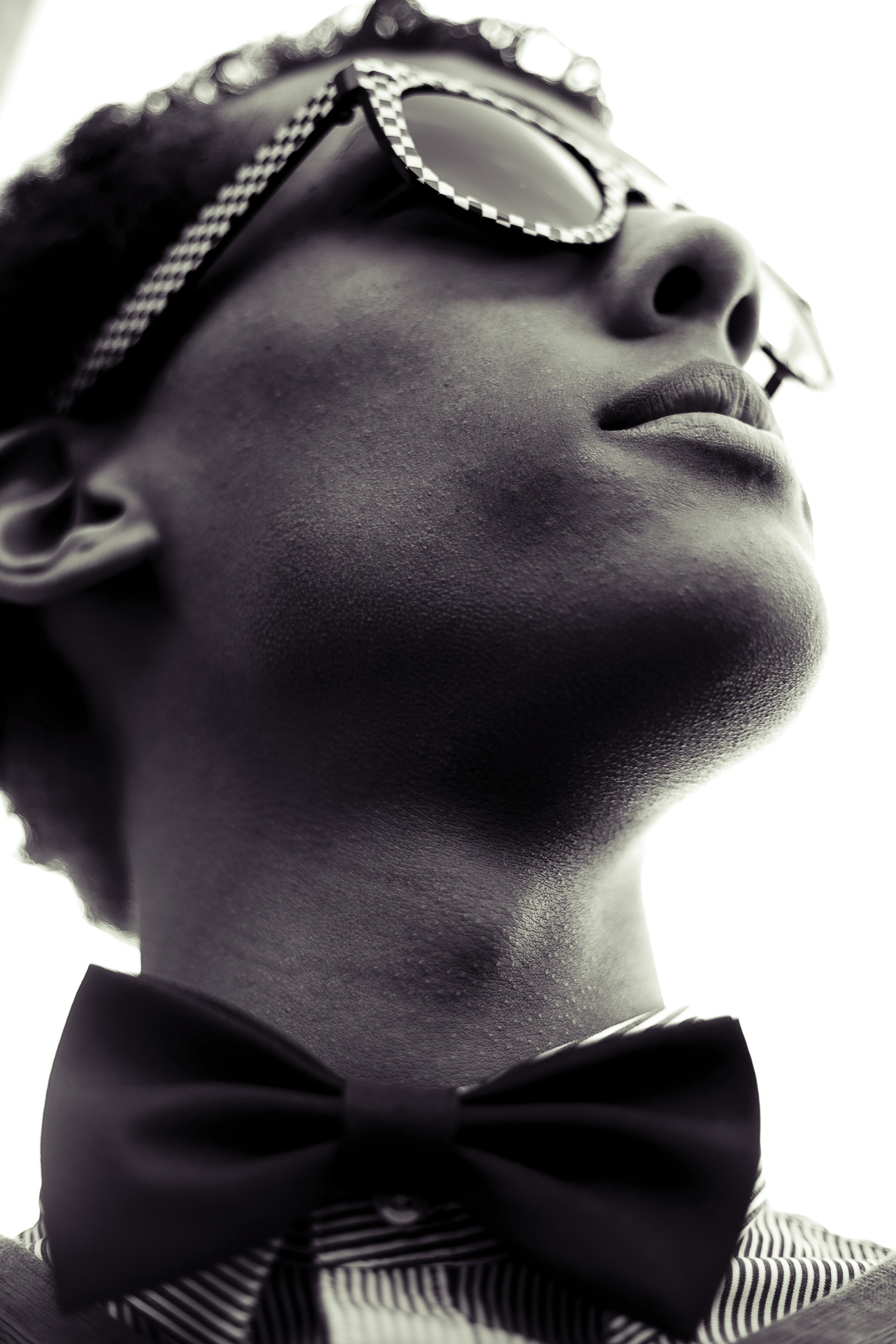
Stromae

Stromae werd geboren in Etterbeek als zoon van een Belgische moeder afkomstig uit Dendermonde en een vader afkomstig uit Rwanda. Hij is samen met zijn broers en zussen opgevoed door zijn moeder in Laken (België). Zijn vader, een architect, werd in 1994 tijdens een bezoek aan familie vermoord in de Rwandese genocide. Van Haver heeft zijn vader hierdoor maar een paar keer in zijn leven gezien, maar verklaart dat zijn vader voor hem al "verdwenen" was omdat deze voor zijn dood amper aanwezig was in zijn leven. Op zijn elfde was Van Haver reeds geïnteresseerd in muziek en volgde hij les aan de muziekacademie van Jette, waar hij muziekgeschiedenis studeerde en drum leerde spelen.

### Beginjaren
In 2001 werd hij rapper onder de naam OpMaestro, die hij later veranderde in Stromae. Onder deze naam werd Van Haver bekend.
Op 18-jarige leeftijd richtte hij de rapgroep Suspicion op, samen met de rapper J.E.D.I. in Eichof. Zij maakten en produceerden het nummer en de muziekvideo "Faut que t'arrête le Rap".... Later besloot J.E.D.I. om alleen verder te gaan en het rapduo te verlaten.
In 2005, om zijn studie te kunnen betalen aan een privéschool, werkte Van Haver deeltijds in de hotelindustrie, maar ondertussen gingen zijn schoolresultaten erop achteruit. Het was slechts achteraf, toen hij zich inschreef aan het Institut National de Radioélectricité et Cinématographie, dat hij zijn eerste album "Juste un cerveau, un flow, un fond et un mic..." uitbracht.
Tijdens zijn studie aan de filmschool in Brussel besloot Stromae zich in 2007 volledig toe te spitsen op zijn muziekcarrière. Dit leidde tot zijn debuut-ep Juste un cerveau, un flow, un fond et un mic ….
In 2008 componeerde hij verscheidene tracks voor het album A l'Ombre du Show Business de Frans-Antilliaans rapper Kery James, waarvan 75.000 exemplaren werden verkocht. Stromae fungeerde dat jaar eveneens als producer van de single "Cette Fois" van de Franse zangeres Anggun. Het nummer haalde een vierde plaats in de Franse hitparade. Stromae leverde eveneens bijdragen aan andere songs van Anggun en Melisse M waaronder "This Time en If I Take You."

### 2009:Alors on danse
Een jaar na de verschijning van zijn tweede mixtape Mixture Elecstro bereikte Stromae met zijn tweede single Alors on danse in meer dan tien landen de hoogste regionen van de hitparade. De single werd onder meer een nummer 1-hit in Nederland, Frankrijk, Duitsland, Oostenrijk, Zwitserland, Griekenland, Tsjechië, Bulgarije en in zijn thuisland België. In het voorjaar van 2010 kwam "Alors on danse" uit in de rest van Europa.
In Duitsland werden van de single 300.000 exemplaren verkocht en wereldwijd werden er anderhalf miljoen exemplaren verkocht.
Begin december 2010 maakte de VRT bekend dat Stromae zes nominaties verworven had voor de MIA's 2010. Hij bezat hiermee de meeste nominaties, waaronder die voor de belangrijkste MIA, de "Hit van het Jaar", met Alors on danse. Stromae werd op 7 januari inderdaad de winnaar van de MIA voor "Hit van het Jaar" en behaalde daarnaast een tweede MIA, namelijk die voor "Beste Doorbraak". Ook bij Humo's Pop Poll werd Alors on danse bekroond als beste nummer nationaal.
In 2011 won Stromae een European Border Breakers Award. De European Border Breakers Awards zijn prijzen die jaarlijks worden uitgereikt aan tien jonge veelbelovende Europese artiesten die het jaar ervoor succesvol buiten de eigen landsgrenzen debuteerden.

### 2013:Racine carrée
Op 19 augustus 2013 kwam zijn tweede album √ (Racine carrée) uit. Het album bevat onder andere de vier singles: Papaoutai, Formidable, Tous les mêmes en Ta fête. In Frankrijk verkocht hij hiervan meer dan een miljoen stuks en kreeg er drie prijzen voor op de "Victoire de la musique" (Franse versie van de Grammy's). In Vlaanderen werden zijn singles Formidable en Papaoutai dubbel platina en zijn single Tous les mêmes platina. Het album zelf had in België in 2014 al zevenmaal platina gekregen (circa 140.000 verkochte albums). Stromae was de grote overwinnaar bij de MIA's 2013 met acht prijzen, waaronder de belangrijkste prijs voor "Hit van het jaar" met Formidable.

### 2014:Ta fêteenMosaert
In maart 2014 werd zijn nummer Ta fête aangeduid als het officiële lied van de Rode Duivels voor het WK voetbal in Brazilië. Op 1 april van dat jaar lanceerde hij zijn eigen kledingmerk Mosaert. Op 9 juni trad hij op bij Pinkpop. Een maand later sloot hij het vierdaagse Rock Werchter af. Met zijn single Formidable bereikte hij de eerste plaats in de MNM top 1000. Stromae verwierf vijf nominaties en won uiteindelijk vier prijzen bij de MIA's 2014. Hij won onder andere de MIA voor beste solo man.

### 2015-2021
Stromae trouwde begin december 2015 met Coralie Barbier, zijn stiliste.
Op 1 december 2016 kondigde hij aan dat hij besloten had om afstand te nemen van zijn zangcarrière. Wel ging hij verder met regisseren. De videoclip die Parijs in de strijd gooide om de Olympische Spelen van 2024 binnen te halen, is van de hand van het regisseurstrio Paul (van Haver), Luc & Martin. De twee overige leden zijn Luc Junior Tam en Martin Scali. De productie was in handen van Gary Farkas en het bedrijf Phantasm. Eerder regisseerden Paul, Luc & Martin ook al videoclips samen bij de nummers "Run Up" van Major Lazer en "Coward" van Yael Naim. Van Haver leed aan een psychische aandoening veroorzaakt door het antimalariamiddel Lariam en zijn gezondheid dwong hem het rustig aan te doen.
In april van 2018 heeft Stromae materiaal genaamd Défiler gepubliceerd ter ondersteuning van zijn eigen kledinglijn. De videoclip van Défiler kreeg een MIA voor beste videoclip van 2018. Stromae is sindsdien zeer sporadisch muzikaal actief. In februari 2018 verzorgde Stromae het refrein op de single La Pluie van de Franse rapper Orelsan en in november 2019 was hij met een bijdrage te horen op het lied Arabesque van de Britse popband Coldplay.

### 2022: Multitude
15 oktober 2021 kwam onverwachts de nieuwe single Santé uit. Op 9 januari 2022 werd onverwacht in een interview de single L'enfer uitgebracht.
7 jaar na zijn jongste album, verscheen op 4 maart 2022 Multitude, een album met een eerlijke en donkerdere sound. Het nieuwe album was ook het startpunt van een wereldtournee, die op 22 februari in avant-premiere ging in Brussel. De meeste concerten waren volgeboekt.

### 2023
Vanwege gezondheidsproblemen werd in mei 2023 besloten om de volledige Multitude-tournee te annuleren. De zanger liet weten dat hij het een moeilijke beslissing vond, maar dat het nodig was om weer beter te worden.

### 2024
Op 23 november 2024 bracht Stromae een nieuw nummer uit, Ma Meilleure Ennemie, in samen werking met de Franse zangeres Pomme. Dit nummer is onderdeel van de soundtrack van het tweede seizoen van de serie Arcane.

### Prijzen en onderscheidingen
- MIA "Hit van het jaar 2010" voor "Alors on danse".
- MIA "Beste doorbraak 2010".
- Humo's Pop Poll 2010 "Beste nummer nationaal" voor "Alors on danse".
- Ultratop Download Award 2010 voor meest gedownloade artiest.
- European Border Breakers Award 2011.
- Ultratop Download Award 2013 voor meest gedownloade artiest.
- MIA "Beste Artwork 2013".
- MIA "Beste auteur/componist 2013".
- MIA "Beste videoclip 2013" voor "Formidable".
- MIA "Dance 2013".
- MIA "Solo man 2013.
- MIA "POP".
- MIA "Album van het jaar 2013" voor zijn album "Racine carrée".
- MIA "Hit van het jaar 2013" voor zijn single "Formidable".
- Victoire de la musique categorie "Beste album 2013" voor zijn album "Racine carrée".
- Victoire de la musique categorie "Beste videoclip 2013" voor zijn clip van "Formidable".
- Victoire de la musique categorie "Beste mannelijke artiest 2013".
- NRJ Music Awards Beste Franstalige artiest.
- MIA "Beste solo man 2014".
- MIA "Beste pop 2014".
- MIA "Beste videoclip 2014".
- Commandeur in de Kroonorde[11]

## Discografie

### Albums
| Album met eventuele hitnotering(en) in de Nederlandse Album Top 100 | Datum van verschijnen | Datum van binnenkomst | Hoogste positie | Aantal weken | Opmerkingen |
| ------------------------------------------------------------------- | --------------------- | --------------------- | --------------- | ------------ | ----------- |
| Cheese                                                              | 21-06-2010            | 26-06-2010            | 69              | 7            |             |
| Racine carrée                                                       | 19-08-2013            | 24-08-2013            | 1(3wk)          | 157          | 2x Platina  |
| Multitude                                                           | 04-03-2022            | 11-03-2022            | 1(3wk)          | 37           |             |

| Album met hitnotering(en) in de Vlaamse Ultratop 200 albums | Datum van verschijnen | Datum van binnenkomst | Hoogste positie | Aantal weken | Opmerkingen                                        |
| ----------------------------------------------------------- | --------------------- | --------------------- | --------------- | ------------ | -------------------------------------------------- |
| Cheese                                                      | 21-06-2010            | 26-06-2010            | 7               | 49           | 3x Platina                                         |
| Racine carrée                                               | 19-08-2013            | 31-08-2013            | 1(19wk)         | 408*         | Bestverkochte album van 2013 en 2014 / 12x Platina |
| Multitude                                                   | 04-03-2022            | 12-03-2022            | 1(3wk)          | 73           |                                                    |

### Singles
| Single met eventuele hitnotering(en) in de Nederlandse Top 40 | Datum van verschijnen | Datum van binnenkomst | Hoogste positie | Aantal weken | Opmerkingen                                                                         |
| ------------------------------------------------------------- | --------------------- | --------------------- | --------------- | ------------ | ----------------------------------------------------------------------------------- |
| Alors on danse                                                | 26-09-2009            | 01-05-2010            | 1(8wk)          | 19           | Nr. 1 in de Single Top 100                                                          |
| Te quiero                                                     | 27-08-2010            | -                     |                 |              | Nr. 70 in de Single Top 100                                                         |
| Papaoutai                                                     | 13-05-2013            | 13-07-2013            | 2               | 25           | Nr. 2 in de Single Top 100                                                          |
| Formidable                                                    | 04-06-2013            | 16-11-2013            | 4               | 24           | Nr. 2 in de Single Top 100                                                          |
| Tous les mêmes                                                | 18-12-2013            | 15-03-2014            | 22              | 14           | Nr. 29 in de Single Top 100                                                         |
| Ta fête                                                       | 2014                  | 28-06-2014            | 22              | 7            | Nr. 45 in de Single Top 100                                                         |
| Meltdown                                                      | 2014                  | 29-11-2014            | tip12           | -            | Soundtrack The Hunger Games: Mockingjay - Part 1 / met Lorde, Pusha T, Q-Tip & Haim |
| Carmen                                                        | 2015                  | 18-04-2015            | tip11           | -            |                                                                                     |
| Quand c'est?                                                  | 2015                  | 26-09-2015            | tip21           | -            |                                                                                     |
| Santé                                                         | 2021                  | 23-10-2021            | 34              | 3            | Nr. 27 in de Single Top 100                                                         |
| L'enfer                                                       | 09-01-2022            | 22-01-2022            | 4               | 14           | Nr. 10 in de Single Top 100                                                         |
| Ma meilleure ennemie                                          | 20-11-2024            | 01-12-2024            | 31              | 2*           | met Pomme                                                                           |

| Single met hitnotering(en) in de Vlaamse Ultratop 50 | Datum van verschijnen | Datum van binnenkomst | Hoogste positie | Aantal weken | Opmerkingen |
| ---------------------------------------------------- | --------------------- | --------------------- | --------------- | ------------ | --- |
| Alors on danse                                       | 21-09-2009            | 17-04-2010            | 1(4wk)          | 42           | 3x Platina / Bestverkochte single van 2010 / Nr. 1 in de Radio 2 Top 30                                          |
| Te quiero                                            | 10-05-2010            | 24-07-2010            | 17              | 10           | Goud |
| House'llelujah                                       | 20-09-2010            | 23-10-2010            | tip30           | -            | |
| Je cours                                             | 13-12-2010            | 29-01-2011            | 15              | 11           | Nr. 5 in de Radio 2 Top 30                                                                                       |
| Peace or violence                                    | 16-05-2011            | 04-06-2011            | tip12           | -            | |
| Papaoutai                                            | 13-05-2013            | 25-05-2013            | 3               | 46           | 2x Platina |
| Formidable                                           | 27-05-2013            | 15-06-2013            | 1(1wk)          | 40           | Nr. 1 in de Radio 2 Top 30 / 3x Platina                                                                          |
| Tous les mêmes                                       | 23-09-2013            | 02-11-2013            | 4               | 21           | Nr. 1 in de Radio 2 Top 30 / Platina                                                                             |
| Ta fête                                              | 03-02-2014            | 08-03-2014            | 6               | 23           | WK 2014 themanummer van België / Nr. 14 in de Radio 2 Top 30 Platina                                             |
| Ave Cesaria                                          | 21-07-2014            | 26-07-2014            | tip3            | -            | |
| Meltdown                                             | 17-11-2014            | 29-11-2014            | 7               | 12           | Soundtrack The Hunger Games: Mockingjay - Part 1 / met Lorde, Pusha T, Q-Tip & Haim / Nr. 7 in de Radio 2 Top 30 |
| Carmen                                               | 30-03-2015            | 09-05-2015            | 31              | 3            | |
| Quand c'est?                                         | 14-09-2015            | 26-09-2015            | 39              | 1            | Nr. 18 in de Radio 2 Top 30                                                                                      |
| La pluie                                             | 23-02-2018            | 10-03-2018            | tip14           | -            | met Orelsan |
| Défiler                                              | 27-04-2018            | 05-05-2018            | 29              | 2            | Nr. 29 in de Radio 2 Top 30                                                                                      |
| Santé                                                | 15-10-2021            | 23-10-2021            | 2               | 16           | Nr. 3 in de Radio 2 Top 30 / 2x Platina                                                                          |
| L'enfer                                              | 10-01-2022            | 15-01-2022            | 1(2wk)          | 18           | Nr. 2 in de Radio 2 Top 30 / 2x Platina                                                                          |
| Fils de joie                                         | 04-03-2022            | 12-03-2022            | 28              | 13           | Goud |
| Mon amour                                            | xx-07-2022            | 16-07-2022            | 18              | 9            | solo of met Camila Cabello                                                                                       |
| Ma meilleure ennemie                                 | 20-11-2024            | 01-12-2024            | 8               | 14*          | met Pomme |

### NPO Radio 2 Top 2000
| Nummers met noteringen in de NPO Radio 2 Top 2000 | '13  | '14 | '15 | '16  | '17  | '18  | '19  | '20  | '21  | '22 | '23  | '24  |
| ------------------------------------------------- | ---- | --- | --- | ---- | ---- | ---- | ---- | ---- | ---- | --- | ---- | ---- |
| Alors on danse                                    | -    | 572 | 797 | 1145 | 1137 | 1113 | 1065 | 941  | 690  | 566 | 703  | 685  |
| Formidable                                        | 1314 | 32  | 92  | 143  | 200  | 296  | 234  | 229  | 203  | 151 | 255  | 186  |
| L'enfer                                           | ×    | ×   | ×   | ×    | ×    | ×    | ×    | ×    | ×    | 395 | 249  | 312  |
| Papaoutai                                         | 1470 | 191 | 314 | 488  | 517  | 476  | 536  | 521  | 410  | 318 | 500  | 494  |
| Tous les mêmes                                    | -    | -   | 843 | 1339 | 1452 | 1455 | 1636 | 1338 | 1229 | 865 | 1283 | 1575 |

1. ↑  Een '-' betekent dat het nummer niet was genoteerd, een '×' betekent dat het nummer nog niet was uitgebracht en een vetgedrukt getal geeft de hoogste notering van een nummer aan.
2. ↑  2013 was het eerste jaar met een notering voor Stromae.

### Dvd's
| Muziek-dvd met eventuele hitnotering(en) in de Nederlandse Muziek Dvd Top 30 | Datum van verschijnen | Datum van binnenkomst | Hoogste positie | Aantal weken | Opmerkingen |
| ---------------------------------------------------------------------------- | --------------------- | --------------------- | --------------- | ------------ | ----------- |
| Racine carrée Live                                                           | 2015                  | 19-12-2015            | 1(2wk)          | 46           |             |